# Comuna Piskî, Lohvîțea
Piskî (în ucraineană Піски) este o comună în raionul Lohvîțea, regiunea Poltava, Ucraina, formată din satele Iaremivșciîna, Piskî (reședința) și Șevcenkî.

## Demografie
Componența lingvistică a comunei Piskî
     Ucraineană (96,62%)
     Rusă (3,17%)
     Alte limbi (0,2%)
Conform recensământului din 2001, majoritatea populației comunei Piskî era vorbitoare de ucraineană (96,62%), existând în minoritate și vorbitori de rusă (3,17%).